# Норка (казка)
Норка — українська та російська казка, опублікована Олександром Афанасьєвим у його збірці «Російські казки» під номером 132.

## Походження
Вільям Ралстон Шедден-Ралстон вказав, що історія походить з півдня Російської імперії, з Чернігівської губернії (територія, яка приблизно відповідає Чернігівській області в сучасній Україні, але також включає частини Сумської області в Україні та Брянської області в Росії). Чеський фольклорист Карел Яромір Ербен стверджує те ж саме.

## Резюме
Король не в змозі знищити Норку, величезного звіра, який пожирає його тварин. Він пропонує половину свого королівства тому з синів, хто вб'є Норку. Замість того, щоб полювати на звіра, двоє старших синів п'ють і розважаються. Наймолодший третій син, простак, ранить звіра і женеться за ним. Звір ховається під великим каменем. Третій син спускається в підземне королівство і зустрічає балакучого коня, який називає його Іваном і відводить до мідного палацу, що належить прекрасній жінці, сестрі Норки. Він подорожує до срібного палацу та золотого палацу, які також належать сестрам Норки. Третя, наймолодша сестра розповідає йому, що Норка спить на морі. Вона дає йому меч і воду сили і каже, щоб він одним ударом відтяв голову її братові. Він відрубує голову Норці, яка каже: «Ну, з мене досить!», і котиться в море.
Три сестри закохані в нього, тож він бере їх із собою на поверхню. Вони за допомогою магії перетворюють свої палаци на яйця, навчають його, як це робити, і дарують йому яйця. Його брати витягають трьох дівчат нагору, але намагаються вбити третього сина, перерізавши мотузку на півдорозі. Однак він підставив замість себе камінь, тож його не вбили. Опинившись у підземному королівстві, він сумно блукає під дощем. Він накриває своїм плащем пташенят, щоб захистити їх від дощу. Велетенський птах-мати вдячний і виносить його на поверхню.
Кравець розповідає йому, що двоє принців збираються одружитися з дівчатами з підземного світу, але дівчата відмовляються виходити заміж, поки не будуть пошиті весільні сукні в стилі підземного світу, причому без примірок. Третій син каже кравцю, щоб той погодився пошити весільне вбрання. Вночі третій син перетворює яйця на палаци, забирає з палаців дівоче вбрання, а палаци знову перетворює на яйця. Він віддає сукні кравцю, якому король щедро платить. Він відвідує шевця та інших ремісників і робить те саме. Наймолодша дівиця впізнає його (в лахмітті), хапає і веде до палацу. Вона пояснює королеві, що сталося, і що брати погрожували вбити їх, якщо вони скажуть, що третій син живий. Король карає двох братів. Відбуваються три весілля.

## Переклади
Фольклорист Ендрю Ленг переклав і опублікував казку в «Червоній книзі казок». Хоча він не вказав жодного джерела для казки, вона була дослівно взята з книги "Російські народні казки" В. Р. С. Ралстона опублікованої в 1873 році Смітом, Елдером та іншими. і перевиданий видавництвом Kessinger Publishing у 2004 році.
Версія, опублікована фольклористом Карелом Яроміром Ербеном, була перекладена як «Норка-звір».
Професор Джек Гейні переклав казку як «Звір Норка».

## Аналіз

### Казковий тип
Вільям Ралстон Шедден-Ралстон зазначив, що цей сюжет (третій/наймолодший принц спускається в підземний світ і рятує трьох дівчат) «створює тему численних казок».
Незабаром після того, як він розробив свою класифікацію народних казок, фінський фольклорист Антті Аарне опублікував у 1912 році дослідження про колекції братів Грімм, австрійського консула Йоганна Георга фон Гана, датського фольклориста Свенда Грундтвіга, швейцарського вченого Лаури Гонзенбах і Олександра Афанасьєва. Відповідно до цієї первинної системи, розробленої в 1910 році, казка відповідає типу 301A, «Три викрадені принцеси».
Професор Джек Гейні підтвердив класифікацію казки як AT 301, «Три викрадені принцеси». Насправді вид казки, також відомий як «Три царства — мідне, срібне і золоте», є однією з «найпопулярніших російських народних казок», а також «однією з найпопулярніших у східнослов'янській традиції». Тільки в Україні професор Микола Анрєєв зазначив, що серед «Чарівних казок» казка типу 301 «Три королівства та викрадені принцеси» була однією з «найчастіших колекцій» із 31 варіантом.

### Мотиви
Як Вільям Ралстон Шедден-Ралстон, так і вчений Джек Гейні зазначили, що назва «Норка» має стосуватися європейської видри Mustela lutreola.
Стосовно подорожі на спині орла фольклористична наука визнає її схожість із казкою про Етану, яка допомагає орлу, яку пізніше класифікували як Aarne–Thompson–Uther ATU 537, «Орел як помічник: герой несеться на крилах корисного орла».